# Carro (trasporto)
Il carro è un veicolo a due o quattro ruote, dedicato al trasporto di merci o di persone. Si possono distinguere carri secondo il tipo di trazione: umana, animale, meccanica.

## Storia
Le origini del carro si confondono con quelle della ruota, che venne infatti utilizzata nel carro per rendere quest'ultimo un valido strumento artigianale ed agricolo nella civiltà mesopotamica. Alcune tavolette ritrovate nel tempio di Erech hanno consentito agli storici di poter datare l'applicazione della ruota alla slitta e la sua trasformazione in carro. Il primo carro accertato nei documenti mesopotamici risalì quindi al 3000 a.C., rinvenuto in un bassorilievo ad Ur denominato il carro dei felini, nel quale apparve il carro costituito da ruote piene a tre settori, con asse e ruota solidali ed un perno fissato ad un telaio, che nel caso dei carri funebri, raggiunse la dimensione di 50 cm per 65 cm. Coevo fu anche il carro di Chambu-Daro, nella vallata dell'Indo, a due ruote Ben presto venne costruito il carro con ruote indipendenti, con l'assale anteriore mobile a cui veniva fissato il timone o la stanga. Intorno al 2000 a.C. comparvero in Persia i primi carri sfruttanti le ruote a raggi. Se l'evoluzione del carro ci porta nella steppa di Kalmik (II millennio a.C.), da non trascurare l'uso votivo del carro, come quello di Ugarit in Siria, nel XIII secolo a.C. In Italia fu introdotto nell'età del bronzo, il cosiddetto plaustrum di uso agricolo, a cui temporalmente succedette il carro etrusco che evidenziava provenienze orientali. Il carro passò dagli Etruschi ai Romani che lo usarono, in modo originale, anche nelle competizioni circensi.
Gran parte dei carri dell'antichità, sia in Europa sia in Oriente, furono costruiti senza trascurare l'aspetto estetico e quindi abbondarono di decorazioni, quali pitture e rilievi. Questo gusto venne perso solamente nel Medioevo, quando prevalse l'impiego di grossi carri campagnoli adibiti quasi esclusivamente al trasporto di cose e persone e utilizzati anche durante le, numerosissime, operazioni militare per trasportare armamenti e vettovaglie.

## Trazione umana
L'applicazione del moto da parte di esseri umani è, probabilmente, la prima maniera di utilizzo del carro poiché l'essere umano è in grado di gestire autonomamente il mezzo e di decidere se trainarlo o spingerlo e determinare la direzione. In un ambiente sociale che permetteva lo schiavismo, l'uso dell'uomo quale forza motrice su vasta scala permetteva una certa autogestione e limitava la necessità di conducenti. Per contro, la potenza applicabile al singolo carro era molto inferiore se paragonata alla trazione animale.

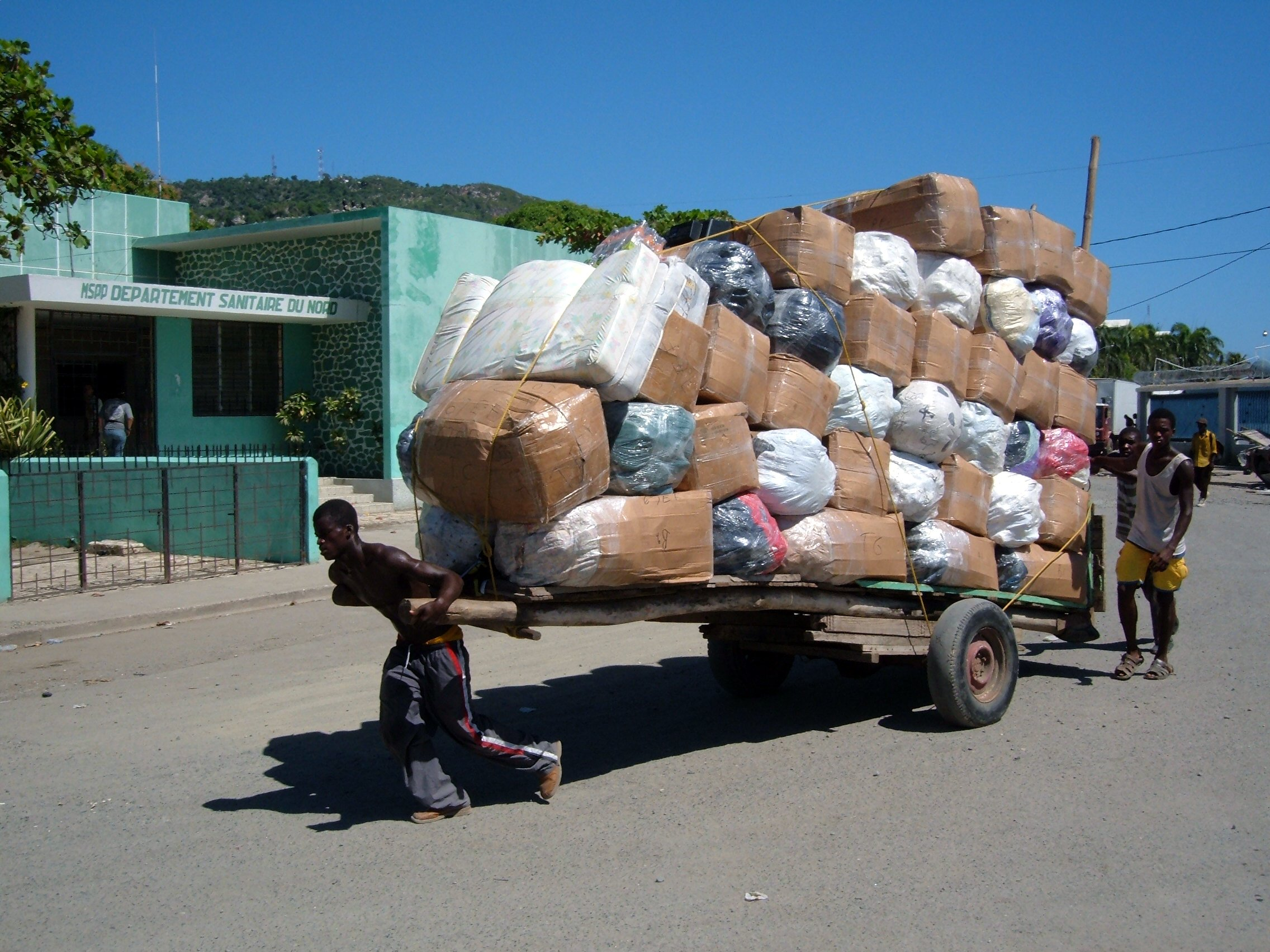
Carro a trazione umana

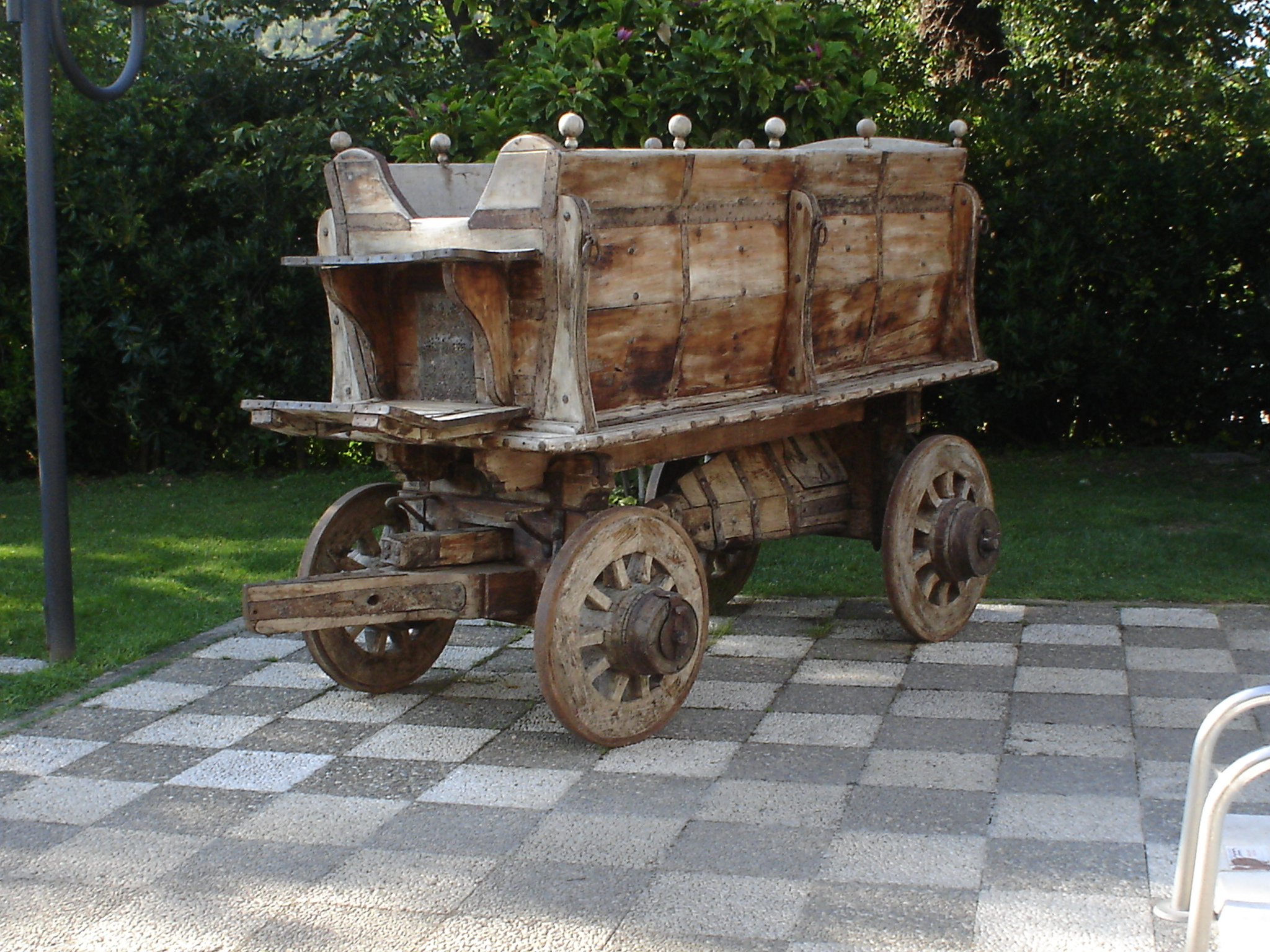
Carro a quattro ruote

## Trazione animale
La trazione animale presenta lo svantaggio della guida. L'animale, essendo privo di reale possibilità di autogestire il compito di decidere la traiettoria, la partenza e le soste, necessita di una guida umana conducente solo parzialmente applicabile a più carri. Come vantaggio, l'animale (asino, mulo, cavallo, bue, elefante o bufalo) mette a disposizione una potenza significativamente maggiore. Questo, a parità di difficoltà di terreno, consente lo spostamento di masse più elevate.
Il carro a trazione animale è stato dotato di due o quattro ruote. Quello a quattro ruote, in uso dall'età del bronzo, è stato per oltre due millenni privo di apparato sterzante, un limite che ne consentiva l'impiego, praticamente, su percorsi alquanto rettilinei. In termini molto generali si può dire che il carro a due ruote è destinato alla trazione equina, più veloce, quello a quattro ruote a quella bovina, più lenta ma capace di pesi maggiori.
Per la maggior parte della propria storia il carro è stato, indistintamente, mezzo stradale ed agricolo. È stato con il progredire delle comunicazioni stradali e la nascita di quelle ferroviarie, che il carro agricolo è divenuto strumento peculiare, distinguendosi tra i carri agricoli quelli emblematici di tradizioni diverse. Prima dell'avvento dei mezzi motorizzati il carro ha avuto molta importanza anche nel campo delle prime esplorazione e colonizzazioni di territori inesplorati, valga come esempio l'importanza del conestoga nell'espansione degli Stati Uniti d'America nel XIX secolo.

Carri a trazione animale
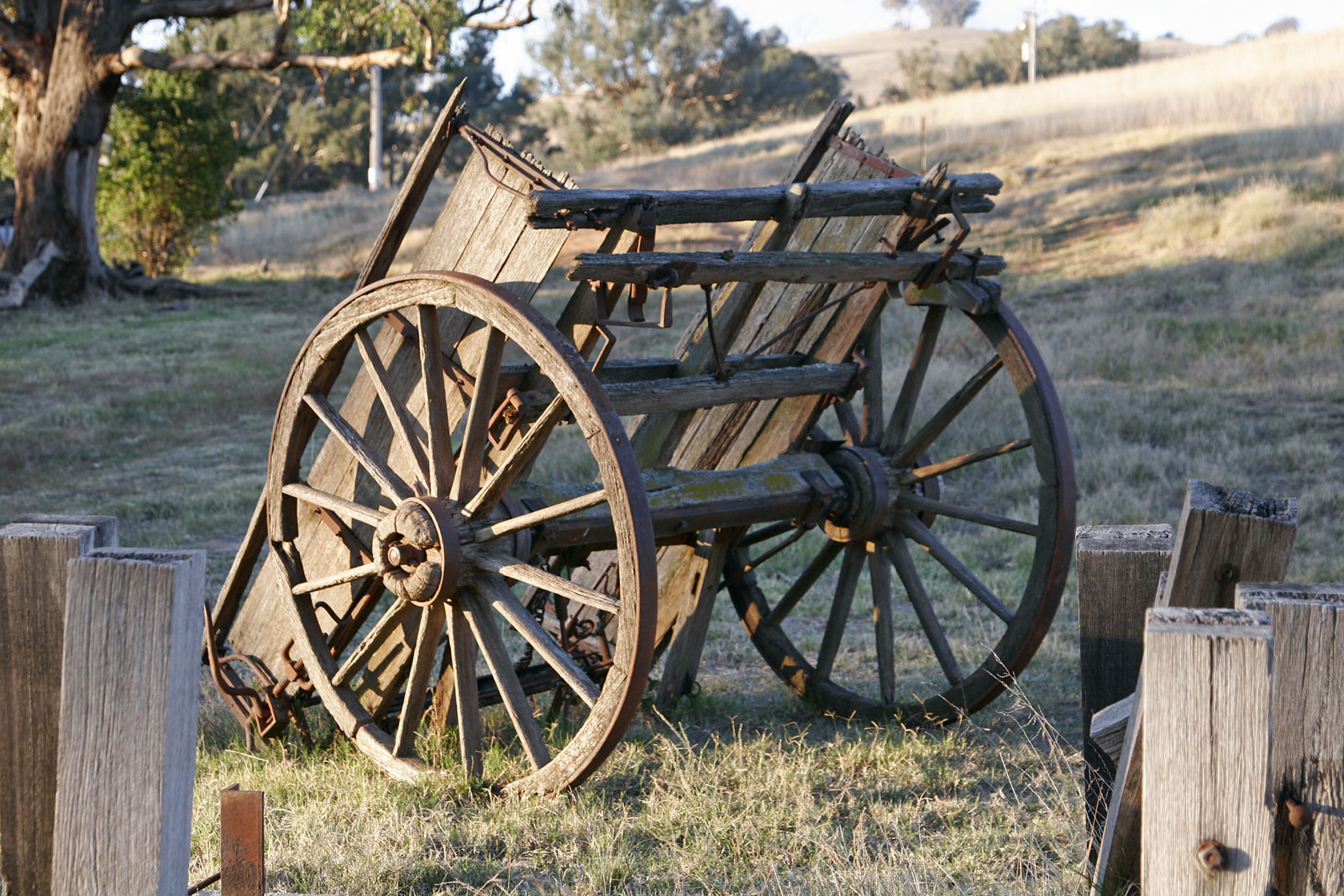
Carro australiano a due ruote
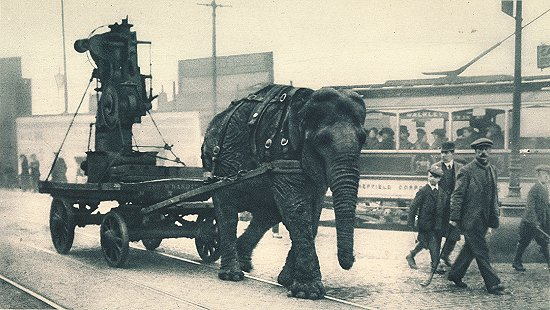
Elefante al lavoro in un deposito di munizioni a Sheffield, durante la prima guerra mondiale

## Trazione meccanica
Con l'invenzione della macchina a vapore prima e dei vari Motore a combustione interna e motori elettrici poi, si è aumentata la possibilità di applicare forze sempre maggiori e quindi di portare i trasporti a capacità elevatissime, limitate non più dalla sola potenza dell'uomo o animale ma da fattori esterni quali la resistenza di materiali costruttivi, il tipo di terreno da percorrere. La resistenza al rotolamento offerta dalla superficie percorsa e così via.
L'aumento della potenza utilizzabile ha generato la universalizzazione della possibilità di collegare più carri in trasporti multipli chiamati treni. Questo tipo di gestione dei carri era prima limitato a piccoli convogli minerari trainati da animali o uomini. Il vantaggio dei treni consiste nella possibilità di guidare una fila di carri con un numero limitato di conducenti, spesso solo uno o due.

Carri a trazione meccanica
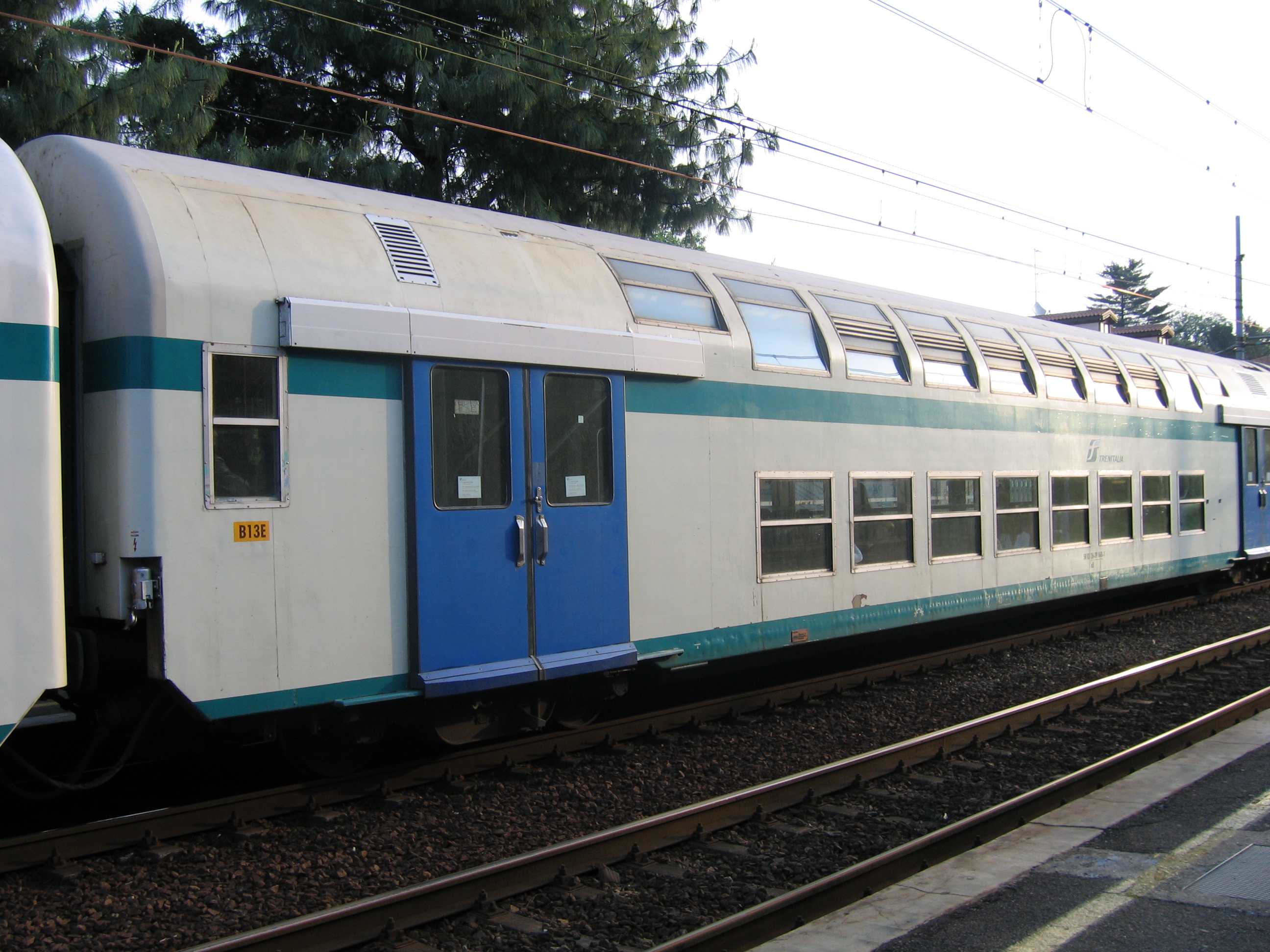
Una carrozza ferroviaria a due piani
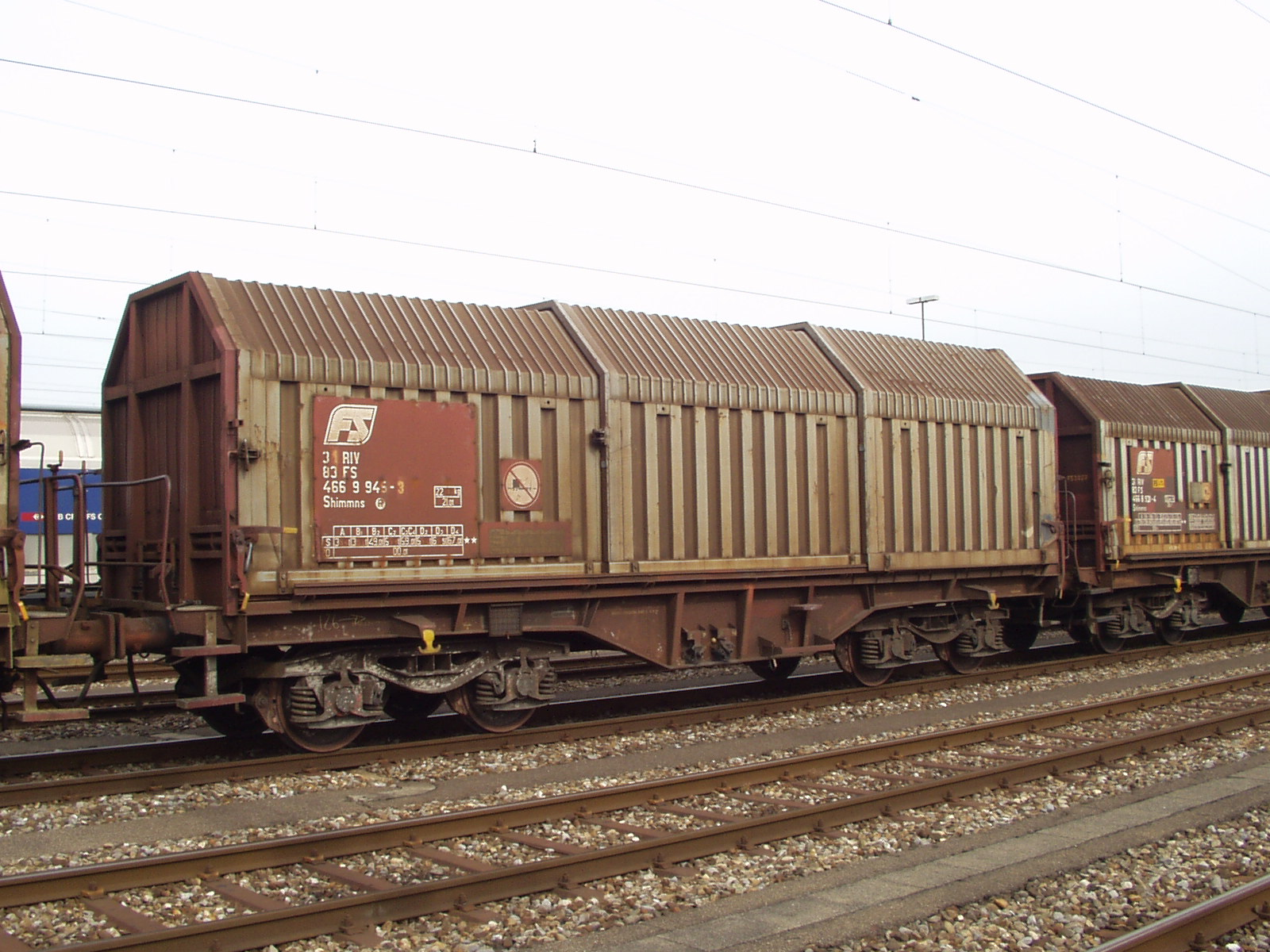
Un carro ferroviario merci

Nell'ambito ferroviario per "carro" si intende un mezzo per trasporto di merci mentre il trasporto delle persone si parla convenzionalmente di "carrozza ferroviaria".

## Carri da guerra
Nell'antichità i carri venivano utilizzati anche in battaglia. Questo uso risale a molti secoli prima dell'era volgare: il pannello ritrovato nell cimitero reale di Ur (stendardo di Ur) presenta una raffigurazione di cinque carri da guerra (trainati da asini), risalente al 2200/2300 a.C.. 
In epoca successiva, ne dà testimonianza l'Iliade, scritta verso il VII secolo a.C. e le cui vicende sono ambientate almeno 4-5 secoli prima. Su ogni carro montavano un auriga ed un guerriero, che però in genere si serviva del carro solamente come mezzo di trasporto per raggiungere il campo di battaglia o per inseguire i nemici, scendendo per combattere a piedi. A causa dell'elevato costo del carro e dei cavalli, il loro uso era riservato ai guerrieri più famosi, appartenenti all'aristocrazia. 
Se il campo di battaglia lo permetteva, il carro da guerra veniva utilizzato su più larga scala, come mezzo per sfondare le linee nemiche con un'azione d'urto: al tempo di Alessandro Magno l'esercito persiano contava su un folto reparto di carri falcati, cioè armati di lame montate sui mozzi delle ruote, che venivano lanciati a tutta velocità contro lo schieramento avversario. I carri da guerra, però, richiedevano un campo di battaglia ampio e pianeggiante per poter essere impiegati; dal III secolo a.C. circa essi vennero quindi soppiantati dalla cavalleria, più manovrabile e flessibile.

## Corse di carri
Anche le corse di carri si trovano già nell'Iliade (una gara di questo tipo si svolge durante i funerali di Patroclo). I corridori dovevano raggiungere un punto prefissato, chiamato meta, girargli intorno e ritornare alla linea di partenza. In seguito si costruirono delle piste permanenti, i circhi, nei quali si gareggiava su più giri di pista. Le corse di carri godettero di grandissima popolarità per tutto il periodo classico, sia tra i greci che tra i romani; i migliori aurighi ("guidatori") diventavano famosi e guadagnavano grandi somme, come i moderni campioni dello sport. I carri da corsa, a due ruote e molto leggeri, erano trainati da due cavalli (biga) o da quattro (quadriga). È famosissima la corsa di quadrighe rappresentata nel film Ben-Hur.
I carri da corsa sono usati tuttora nell'ippica moderna nelle gare di trotto. Ogni carro (sulky) è trainato da un singolo cavallo; il guidatore prende posto su di esso in posizione semisdraiata. Le gare di galoppo invece sono corse da cavalli montati da un fantino.

## Lo scartamento dei carri
Le ruote tradizionali dei carri, in legno spesso cerchiate in metallo, hanno la caratteristica di essere robuste ma di applicare carichi elevati concentrati al suolo. La conseguenza è che in tutti i paesi dove i carri furono intensamente usati apparve evidente una modifica delle strade con l'evidenziazione di una coppia di tracce dove scorrevano le ruote.
Apparve quindi in evidenza che le distanza tra le ruote di tutti i carri dovesse essere sempre uguale.
Quando le tracce sono costituite, chiunque transiti con un carro avente distanza tra la coppia di ruote diversa da quella degli altri rischia seriamente di non poterle percorrere, essendo la ruota da un lato nel solco creato, mentre l'altra non può essere nel proprio, il carro alla minima asperità rischia di rovesciarsi.
La distanza tra le due ruote di un assale è ovviamente dipendente dalla larghezza del carro.
Il carro deve percorrere tutte le strade, quindi esiste un limite ovvio di larghezza massima ed anche uno minimo considerando che è risultato utile, con la trazione animale, di avere la possibilità della trazione robusta di una coppia di buoi affiancati, che pur non essendo sempre necessaria permette maggiore versatilità per trazione in zone di montagna.
Il carro standard dall'epoca dell'impero romano, ma anche da molto prima, dovette avere quindi, per necessità, pressoché la larghezza di due glutei di bue affiancati o poco più (i glutei o natiche del bue sono le parti trasversalmente più ingombranti dell'animale); le ruote, mozzi compresi, devono essere incluse in tale ingombro.
Tutte le ruote dei carri, dall'impero romano in poi, dovettero avere questo stesso scartamento e, per non rovesciare i carri, questo non fu mutato nel medioevo e neppure con la rivoluzione industriale nell'adozione dello scartamento ferroviario, che non fu altro che il trasferimento su rotaia dei solchi stradali.
Di fatto lo scartamento ferroviario standard (1435 mm, pari a 4' e 8 1/2", si notino le dimensioni "non intere"), è tale perché è la misura dell'assale romano.
Quindi la distanza tra le ruote dei carri è uno dei primi esempi storici della necessità spontanea di costituire uno standard che fu definito naturalmente, ma rigorosamente codificato e rispettato nei secoli.

## Carri regionali italiani
Tra tutti notissimo il carro siciliano, un carro a due ruote dotato di fastosi decori dipinti, e quello bolognese, un carro a quattro ruote dai ricchi intagli in legno pregiato.

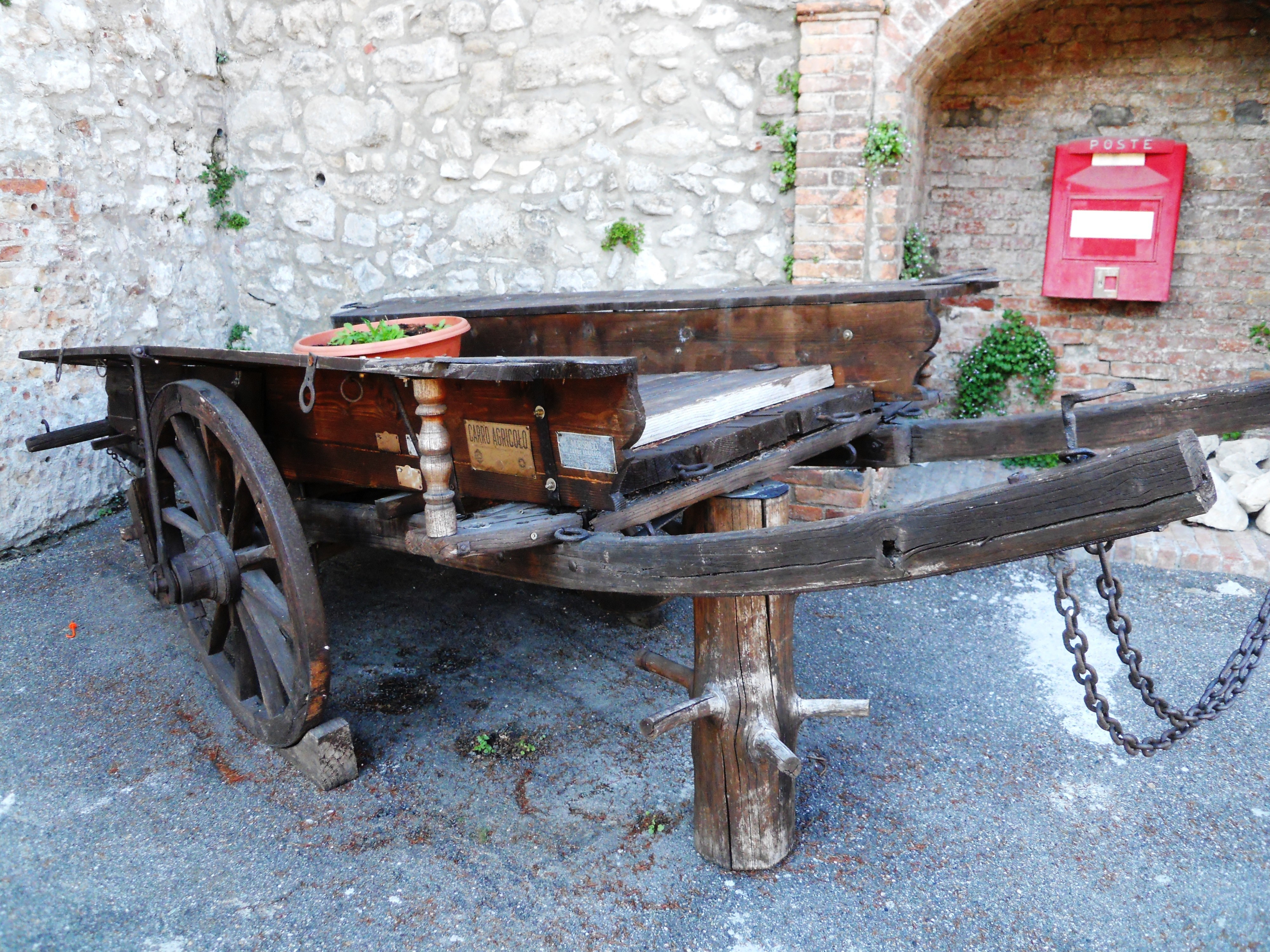
Carro agricolo piemontese

Di carri bolognesi esiste la più ricca collezione nel Museo della civiltà contadina di San Marino di Bentivoglio, a pochi chilometri dal capoluogo felsineo. A Palazzo Comelli, in frazione Bargi di Camugnano nell'Appennino bolognese, è invece allestito il Museo del carraio, in cui sono esposti numerosi strumenti di lavoro di questo antico mestiere scomparso nel secondo dopoguerra, usati per fabbricare e manutenere i carri locali.
Meno ricco il carro modenese e reggiano, seppure dotato di intagli e di ornamenti in ferro battuto.
Ampi e funzionali i carri lombardo e piemontese, molto diffusi nelle campagne delle due Regioni.
Abbastanza famoso è il carro tradizionale sardo. Esso è ben differente dal normale carro; esso infatti possiede un unico telaio ricavato da un intero tronco di legno (normalmente di leccio) lungo circa 5 metri e spaccato lungo la meta per 3 metri. Contemporaneamente il ferraio costruisce della stecche di ferro per poter tenere distanziate le due metà senza che si spacchino. Lungo le due metà poi vi sono altre lastre di legno per la piccola pavimentazione. Vi è anche un robusto asse che collega le due ruote anch'esse di legno composte ciascuna da 8 raggi spesso decorati e ben resistenti ai sentieri scoscesi sardi. Come piccolo parapetto vi sono due muretti di lastre di legno che non permettono che cada il carico.

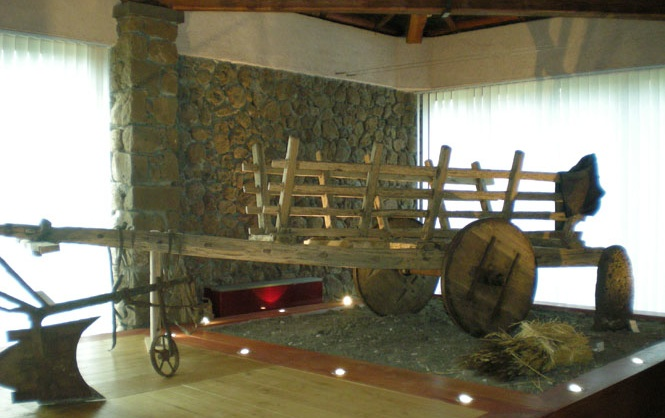
Carro agricolo bororese (Museo del Pane Rituale a Borore)

Tra i carri tradizionali sardi, si rilevano poi varie tipologie. Ad esempio, il carro bororese (da Borore, nella Sardegna centrale) era di grandi dimensioni, rispetto ad altri modelli utilizzati in Sardegna, capiente e molto robusto, adatto ai carichi onerosi (anche superiori ai trenta/trentacinque quintali). Per garantire una maggior robustezza e solidità, montava solamente la ruota piena, dal momento che quella raggiata era ritenuta molto meno resistente. Al giorno d'oggi, una copia di questo carro viene utilizzata per trasportare Sant'Isidoro, nella tradizionale processione per le vie del paese, accompagnata da trattori e altri mezzi agricoli. Una copia originale del carro bororese è conservata ed esposta all'interno del Museo del Pane Rituale della Sardegna a Borore.

Carri a trazione animale
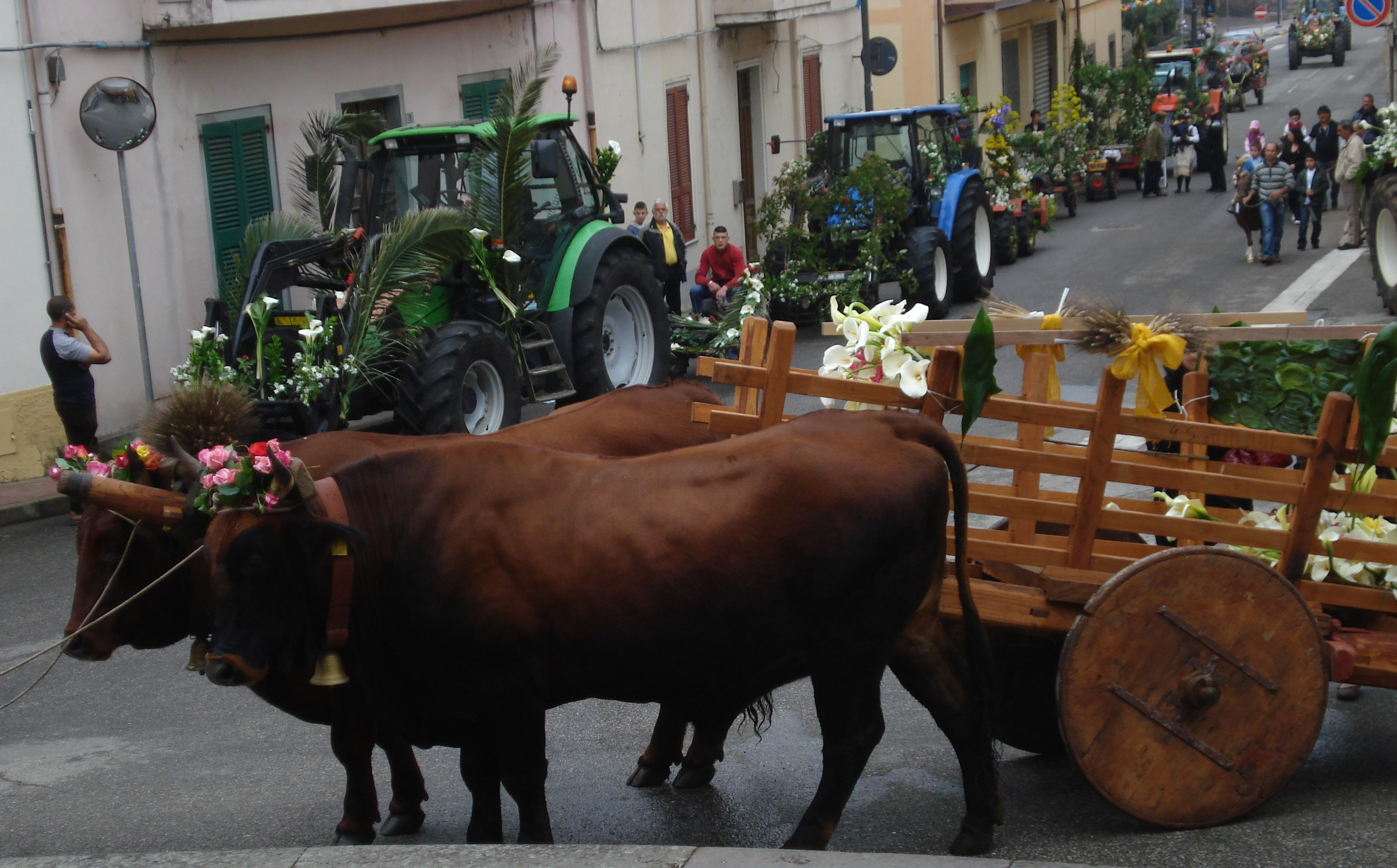
Carro bororese (Processione di Sant'Isidoro - Borore)
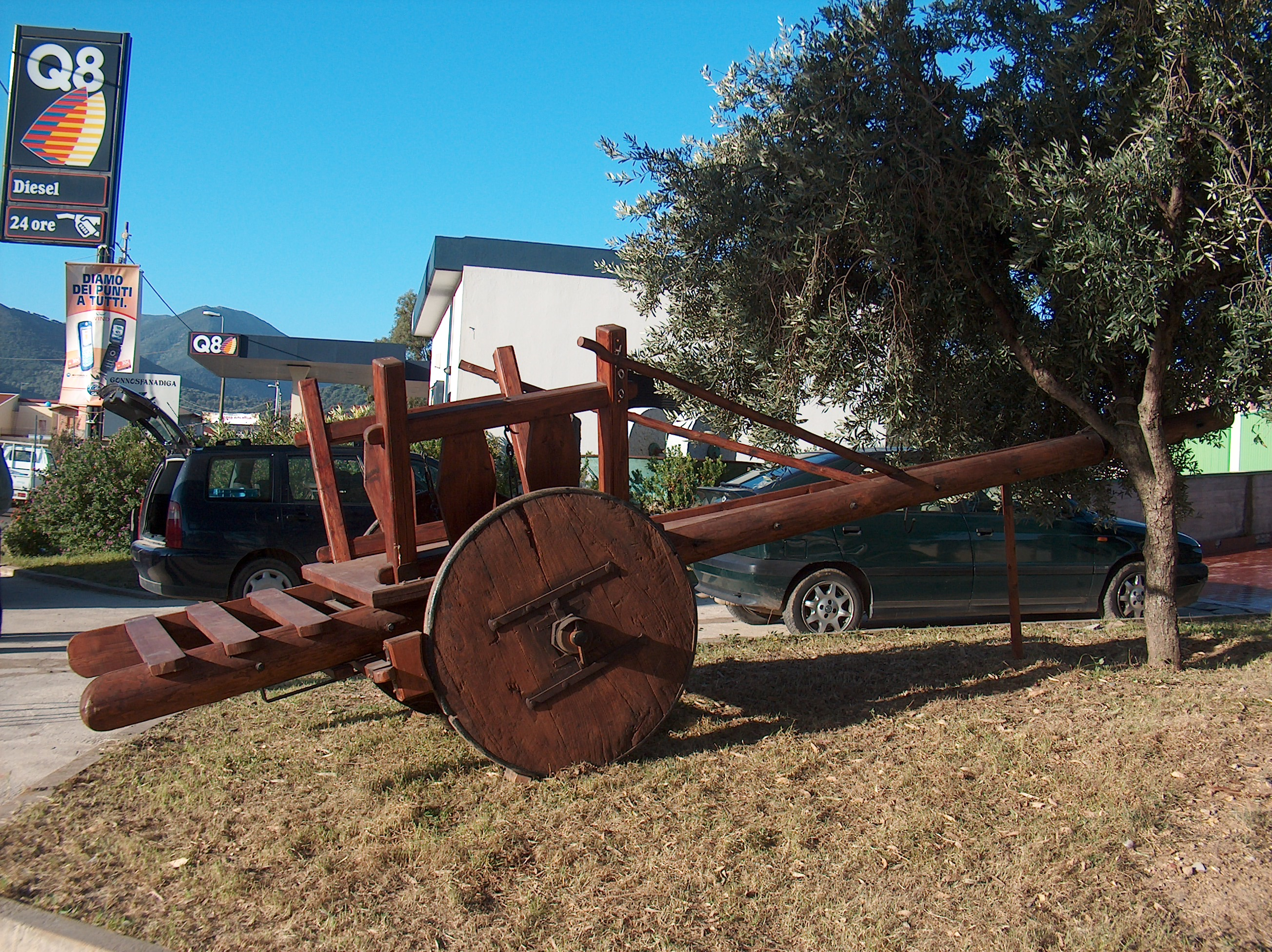
Carro sardo per buoi
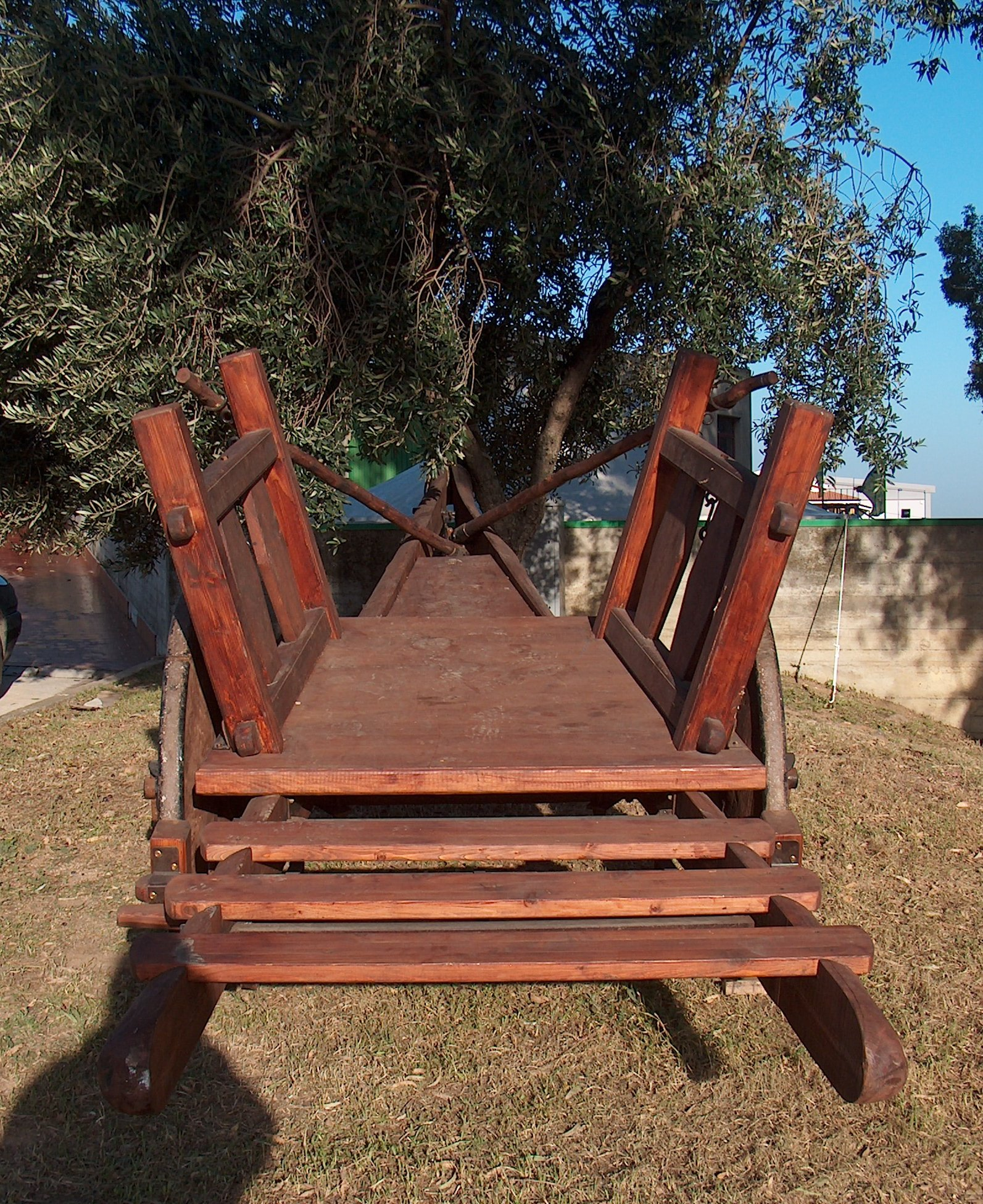
Carro sardo per buoi
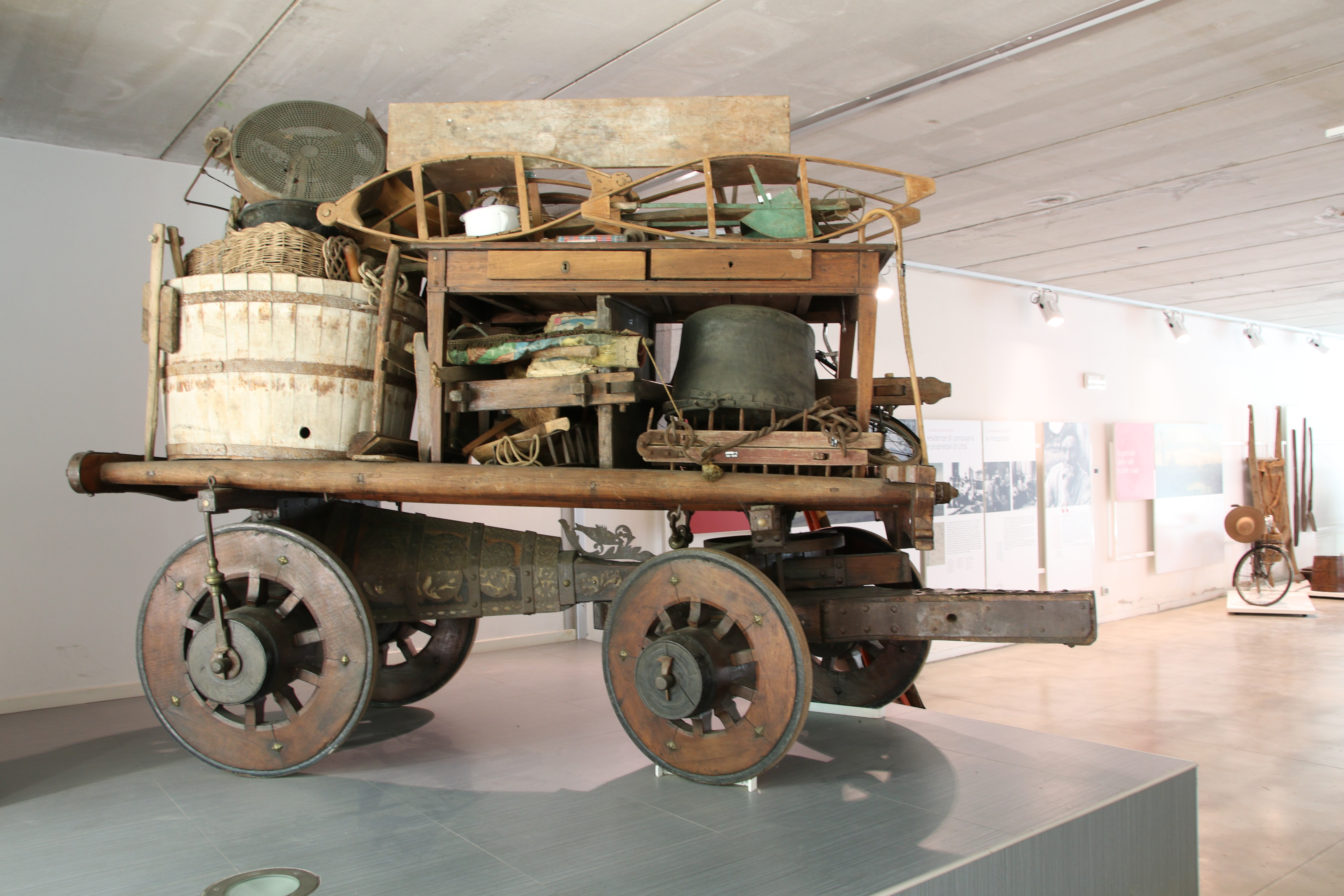
Carro bolognese al Museo della civiltà contadina di Bentivoglio